# Fraizer Campbell
Pour les articles homonymes, voir Campbell.
Frazier Lee Campbell, né le 13 septembre 1987 à Huddersfield, est un footballeur international anglais qui évolue au poste d'attaquant.

## Biographie

### Jeunesse
Campbell rejoint le centre de formation de Manchester United le 1er juillet 2004 à l'âge de 16 ans, où il réalise une première saison impressionnante avec 14 buts en 22 matchs en équipe espoirs (-18 ans) et 1 but en 5 matchs en équipe 'B'. La saison suivante, il marque 9 buts avec l'équipe 'B'. Au mois de septembre 2005, Campbell reçoit le dossard 51 pour jouer avec l'équipe première, et en janvier 2006, Campbell est appelé par Alex Ferguson lors d'un match de FA Cup, mais ne rentre pas sur le terrain. Lors de l'été 2006, il dispute des matchs amicaux avec l'équipe première.

### Royal Anvers
Campbell rejoint en prêt le Royal Antwerp FC, club belge affilié au MUFC, pendant toute la durée de la saison 2006-07. Une fois encore il réalise une saison impressionnante avec 21 buts en 33 matchs en deuxième division belge. À la fin de la saison, il rejoint MUFC pour l'été, faisant ses débuts professionnels pour le club d'Old Trafford le 19 août lors d'un match contre Manchester City en Premier League.

### Hull City
Campbell rejoint ensuite le club d'Hull City, une nouvelle fois en prêt. Le club évolue alors en Football League Championship (D2 anglaise). Dès son premier match, il inscrit un doublé contre Barnsley, et finit la saison en tant que meilleur buteur du club avec 15 buts. Le club termine la saison en 3e position, et remporte le finale des play-off au Wembley Stadium. Campbell exalte ce parcours en prêt, disant « Ceci est exactement la raison pour laquelle j'y suis venu en prêt... C'est comme un conte de fée, en fait. On vient en prêt et on ne sait pas vraiment à quoi s'attendre mais nous avons vraiment bien marché, en tant qu'équipe ainsi qu'au niveau personnel. ».
Campbell joue le premier match de la saison 2008-2009 avec Manchester United.
En août 2008, les Tigers de Hull City veulent acheter Campbell mais il rejoint finalement Tottenham Hotspur en prêt.

### Tottenham Hotspur
Campbell rejoint donc Tottenham Hotspur, pour un prêt d'un an. Ce prêt a été effectué durant les toutes dernières heures du mercato.

### Sunderland
Il signe en juillet 2009 un contrat de 4 ans avec Sunderland AFC.

### Cardiff City
Le 21 janvier 2013, Campbell signe en faveur du club gallois de Cardiff City pour une durée de trois ans et demi. Cette signature survient alors que le club survole le championnat de deuxième division, avec dix points d'avance sur son dauphin. Dès son arrivée, il annonce sa volonté d'obtenir la promotion avec son nouveau club.

### Crystal Palace
En juillet 2014, il signe au club anglais de Crystal Palace. Il prend part à cinquante matchs (huit buts) en l'espace de trois saisons avec les Eagles.

### Hull City
Le 19 juillet 2017, il s'engage pour deux ans avec Hull City. Il est libéré à l'issue de son contrat le 30 juin 2019, après avoir inscrit 18 buts en 77 matchs avec Hull.

### Huddersfield Town
Le 12 août 2019, Campbell signe un contrat de deux saisons avec Huddersfield Town .

### Carrière internationale
Campbell fait ses débuts avec l'équipe d'Angleterre espoirs durant le mois de mars 2008, lors d'un match contre la Pologne.
Il est sélectionné pour la première fois en équipe nationale anglaise le 23 février 2012. Six jours plus tard, il honore sa première sélection en entrant en jeu face aux Pays-Bas.

## Statistiques détaillées
| Saison                | Club                   | Championnat           | Championnat | Championnat | Coupe(s) nationale(s) | Coupe(s) nationale(s) | Compétition(s) continentale(s) | Compétition(s) continentale(s) | Compétition(s) continentale(s) | Angleterre | Angleterre | Total | Total |
| Saison                | Club                   | Division              | M.          | B.          | M.                    | B.                    | Comp.                          | M.                             | B.                             | M.         | B.         | M.    | B.    |
| 2007 - 2008           | Manchester United      | Premier League        | 1           | 0           | 1                     | 0                     | -                              | -                              | -                              | -          | -          | 2     | 0     |
| 2007 - 2008           | Hull City              | Championship          | 37          | 15          | -                     | -                     | -                              | -                              | -                              | -          | -          | 37    | 15    |
| 2008 - 2009           | Manchester United      | Premier League        | 1           | 0           | 1                     | 0                     | -                              | -                              | -                              | -          | -          | 2     | 0     |
| 2008 - 2009           | Tottenham Hotspur      | Premier League        | 10          | 1           | 5                     | 2                     | C3                             | 7                              | 0                              | -          | -          | 22    | 3     |
| Sous-total            | Sous-total             | Sous-total            | 49          | 16          | 7                     | 2                     | -                              | 7                              | 0                              | 0          | 0          | 63    | 18    |
| 2009 - 2010           | Sunderland Association | Premier League        | 31          | 4           | 5                     | 3                     | -                              | -                              | -                              | -          | -          | 36    | 7     |
| 2010 - 2011           | Sunderland Association | Premier League        | 3           | 0           | 1                     | 0                     | -                              | -                              | -                              | -          | -          | 4     | 0     |
| 2011 - 2012           | Sunderland Association | Premier League        | 12          | 1           | 5                     | 1                     | -                              | -                              | -                              | 1          | 0          | 18    | 2     |
| 2012 - 2013           | Sunderland Association | Premier League        | 12          | 1           | 3                     | 0                     | -                              | -                              | -                              | 0          | 0          | 15    | 1     |
| Sous-total            | Sous-total             | Sous-total            | 58          | 6           | 14                    | 4                     | -                              | 0                              | 0                              | 1          | 0          | 73    | 10    |
| 2012 - 2013           | Cardiff City           | Championship          | 12          | 7           | -                     | -                     | -                              | -                              | -                              | -          | 0          | 12    | 7     |
| 2013 - 2014           | Cardiff City           | Championship          | 37          | 6           | 3                     | 3                     | -                              | -                              | -                              | -          | 0          | 40    | 9     |
| Sous-total            | Sous-total             | Sous-total            | 49          | 13          | 3                     | 3                     | -                              | 0                              | 0                              | 0          | 0          | 52    | 16    |
| Total sur la carrière | Total sur la carrière  | Total sur la carrière | 156         | 35          | 24                    | 9                     | -                              | 7                              | 0                              | 1          | 0          | 188   | 44    |